# Agía Triás
Agía Triás (grec katharévousa : Αγία Τριάς, « Sainte-Trinité » ; en turc : Sipahi), est un village du district de Famagouste (Chypre), appartenant depuis l'invasion turque de 1974 au district d'Iskele (Chypre du Nord).

## Localisation
Agía Triás est situé dans la péninsule de Karpas, à 2 km à l'est de la ville de Gialousa.

## Population
Sa population s'élève à 614 habitants (2011).

## Personnalité liée
- Kóstas Papakóstas, ministre de la Défense, né à Agía Triás en 1939.